# Animal Paradise
Animal Paradise är ett datorspel från 2007 utvecklat och utgivet av Empire Interactive. Spelet finns endast till Nintendo DS. I spelet kan spelaren sköta ett av flera valbara virtuella djur. En uppföljare planerades till 2009, men på grund av att företaget lades ner den 4 maj 2009 lades produktionen ner.